# ريجنالد ويلموت
ريجنالد ويلموت (بالإنجليزية: Reginald Wilmot)‏ هو صحفي أسترالي، ولد في أكتوبر 1869 في جيبسلاند في أستراليا، وتوفي في 26 مايو 1949 في Parkville, Victoria ‏ في أستراليا.